# Афера Неум
Афера Неум је била политичка афера од 1988. до 1989. у Социјалистичкој Републици Босни и Херцеговини (СРБиХ), једној од шест република Социјалистичке Федеративне Републике Југославије.
Повод за аферу била је додјела кредита државним службеницима СРБиХ којима су грађене викендице у Неуму. Исход афере била су пријевремена пензионисања и искључења из Савеза комуниста Босне и Херцеговине бројних функционера.

## Кредити за градњу викендица
Кредити су додјељивани на незаконит начин функционерима Савеза комуниста Босне и Херцеговина, а чијим средствима је изграђено према различитим изворима од 200 до 288 објеката. Највиши партијски званичници су добијали кредите без формалних захтјева уз велике олакшице. Међу званичницима су били: Миланко Реновица, Мато Андрић, Никола Стојановић, Хрвоје Иштук, Мунир Месиховић, Доброта и Нада Лошић, Рајка и Планинка Микулић, Анте Будимир, Душко Згоњанин, Авдо Чампара, Угљеша Узелац, Абаз Дероња, Кажимир Јеличић, Владо Додиг, Тодо Куртовић, Јован Убипарип и бројни други. Додијељено је око 557 кредита преко три сарајевске банке — „Привредна банка”, „Југобанка” и „Љубљанска банка”.

## Посљедице
Јавност у СРБиХ се са сличним дешавањима сусрела кроз аферу „Агрокомерц”, па је кроз медије веома интензивно извјештавано и овом случају.
На 21. сједници Централног комитета Савеза комуниста Југославије у фебруару 1989. тајним гласањем чланова ЦК дужности су разријешени Никола Стојановић, Хрвоје Иштук, Мато Андрић и Миланко Реновица. Појединци су претходно искључени из СКЈ, као нпр. Тодо Куртовић, а Иштук и Стојановић су претходно поднијели оставке на чланство у СКЈ, али су их затим ставили ван снаге до утврђивања одговорности.